# Cabildo de Salta

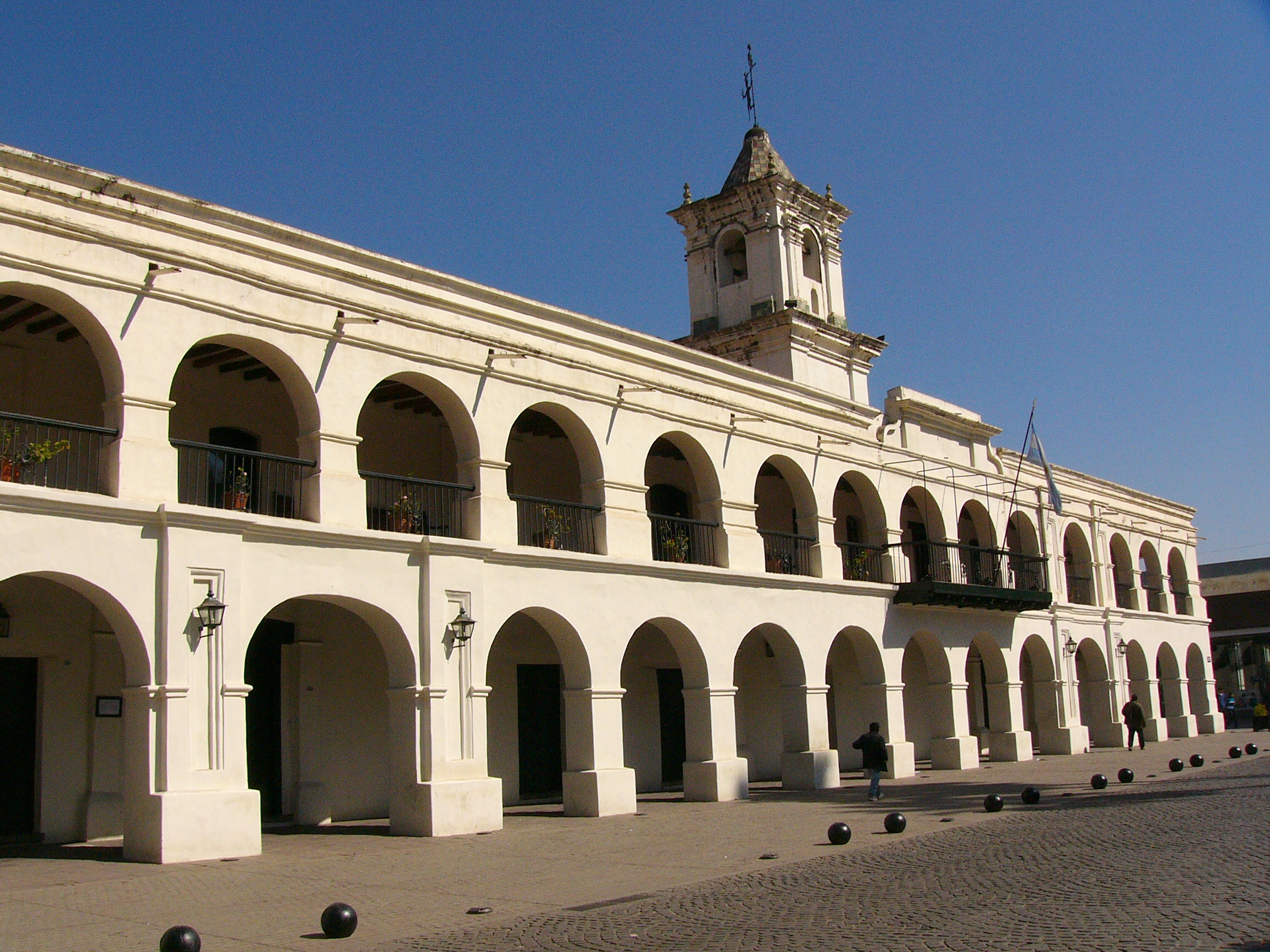
Cabildo colonial en la ciudad de Salta.

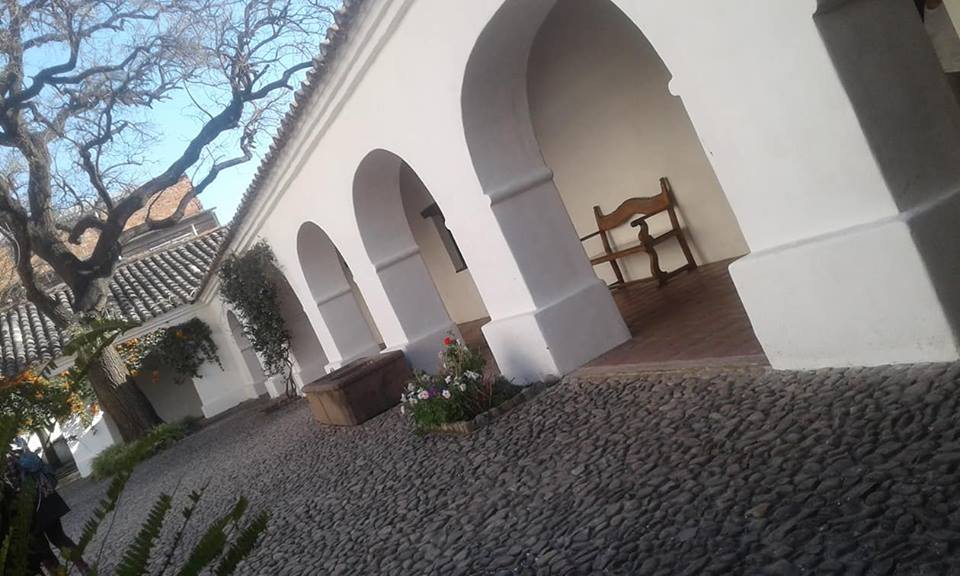
El Cabildo de Salta es actualmente sede de dos museos: del Museo Histórico del Norte en la planta baja y el Museo Colonial y de Bellas Artes en la planta alta. El 9 de enero de 1937, fue declarado Monumento Histórico Nacional por Ley 12345 del Poder Ejecutivo de la Nación.

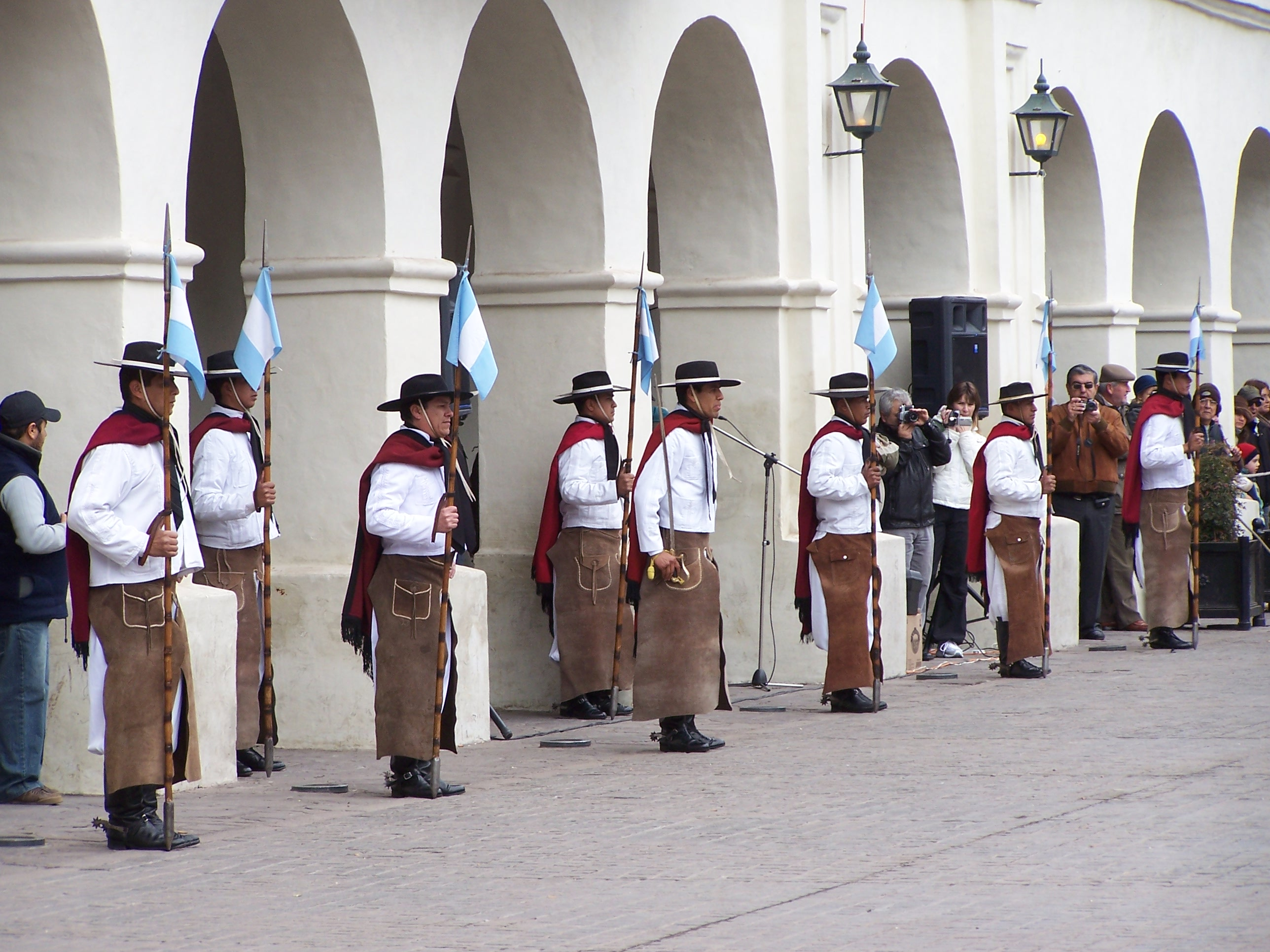
Cambio de guardia frente al Cabildo.

El Cabildo de Salta (actual Museo Histórico del Norte) es un edificio colonial de la Ciudad de Salta, Argentina, sede de las autoridades desde 1626 hasta 1888, reconstruido en 1676 por el capitán Diego Vélez de Alcocer. 
Las obras de construcción del actual edificio se iniciaron hacia 1780 bajo la dirección del Coronel de Milicias y maestre de campo Antonio de Figueroa y Mendoza (y Suárez de Cabrera). Su torre fue levantada varios años después. 
El Cabildo alojó la policía y la sede de la Casa de Gobierno hasta 1880. Nueve años después, durante el gobierno de Martín G. Güemes, fue vendido en pública subasta a particulares, siendo ocupado por propietarios, inquilinos, locales de negocios como "Casa Villagran" y hotel. Más adelante fue parcialmente demolido: desaparecieron la sala capitular, tres arcos de la planta baja y cuatro de la alta.
En 1945 fue restaurado por el arquitecto Mario Buschiazzo, quien también participó en la reconstrucción de la imagen original del Cabildo de Buenos Aires y la Casa Histórica de la Independencia. Es el cabildo más completo y conservado de la Argentina.
Actualmente es sede de dos museos en su interior: del Museo Histórico del Norte en la planta baja y el Museo Colonial y de Bellas Artes en la planta alta.
El 9 de enero de 1937, el cabildo de la ciudad de Salta fue declarado Monumento Histórico Nacional por Ley 12345 del Poder Ejecutivo de la Nación.

## Historia
Fue en este edificio donde Manuel Belgrano, luego de ganar la Batalla de Salta el 20 de febrero de 1813, nombró a Eustoquio Díaz Vélez gobernador militar de la provincia de Salta, el cual colocó la bandera argentina por primera vez en el balcón del cabildo y los trofeos apoderados de los realistas en su sala capitular. Fue el segundo cabildo de Argentina en donde se izó la bandera argentina.

## Galería

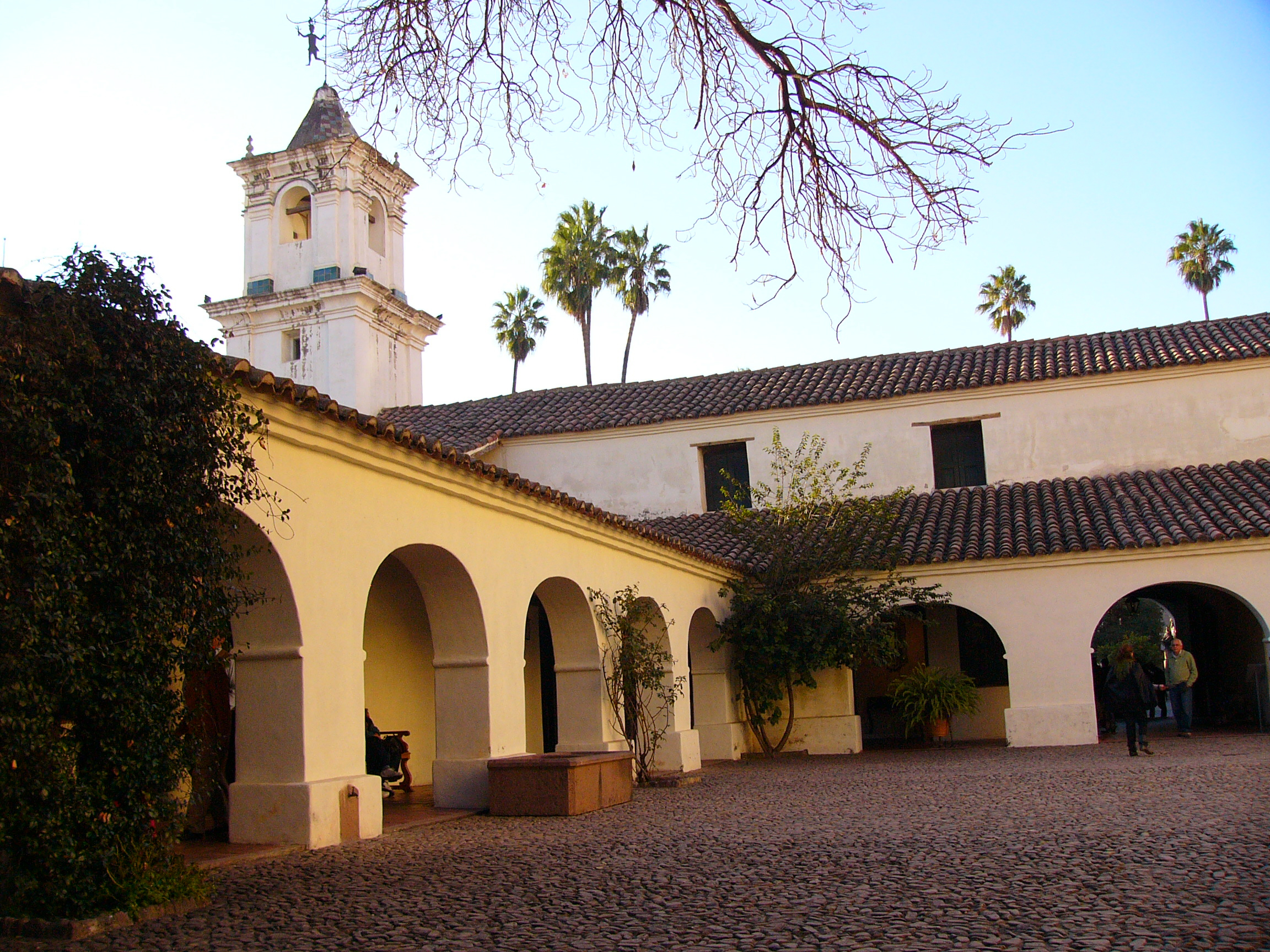
Patio interno.
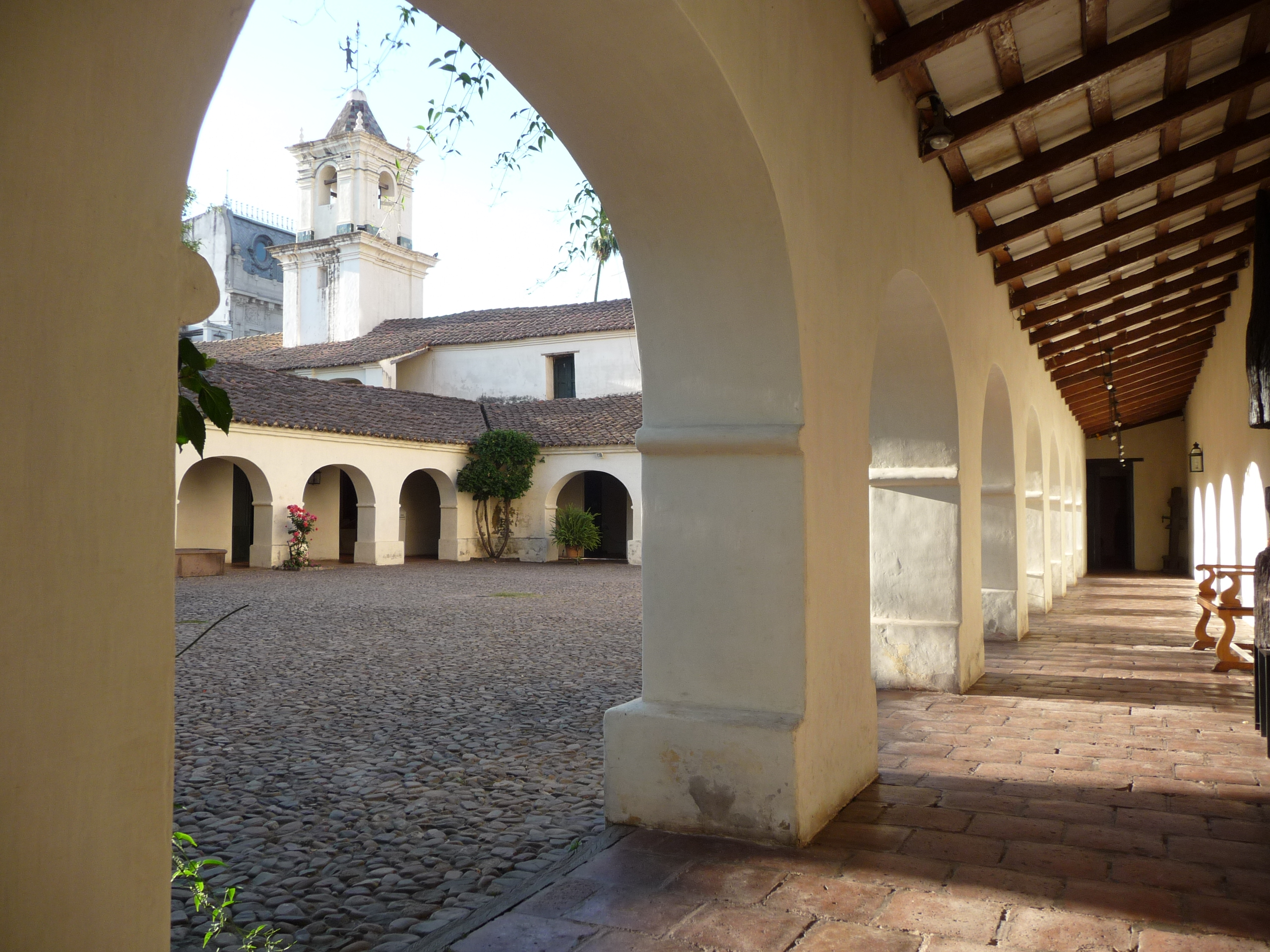
Patio interno visto desde la galería.
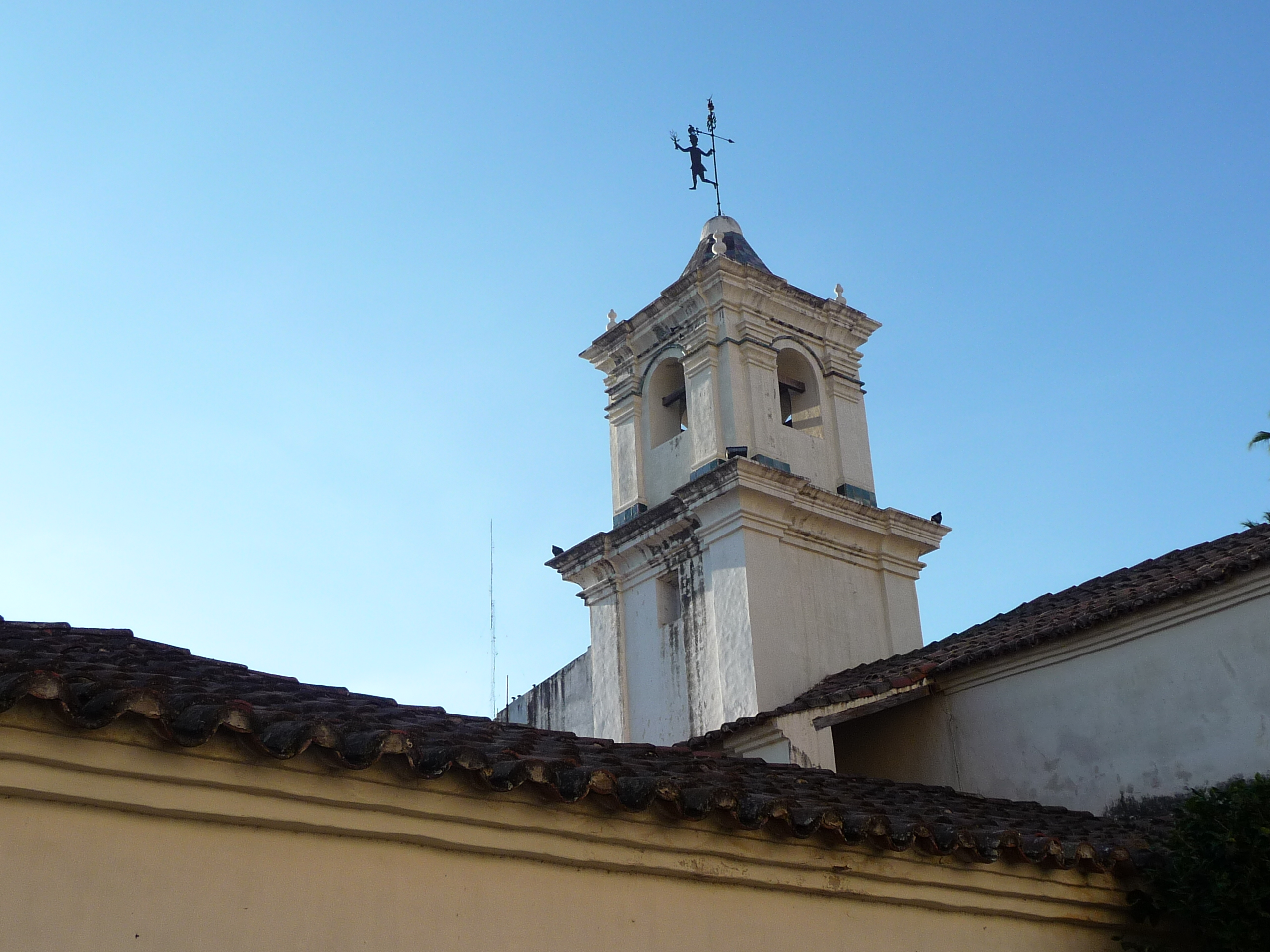
La torre, vista desde el patio interior.
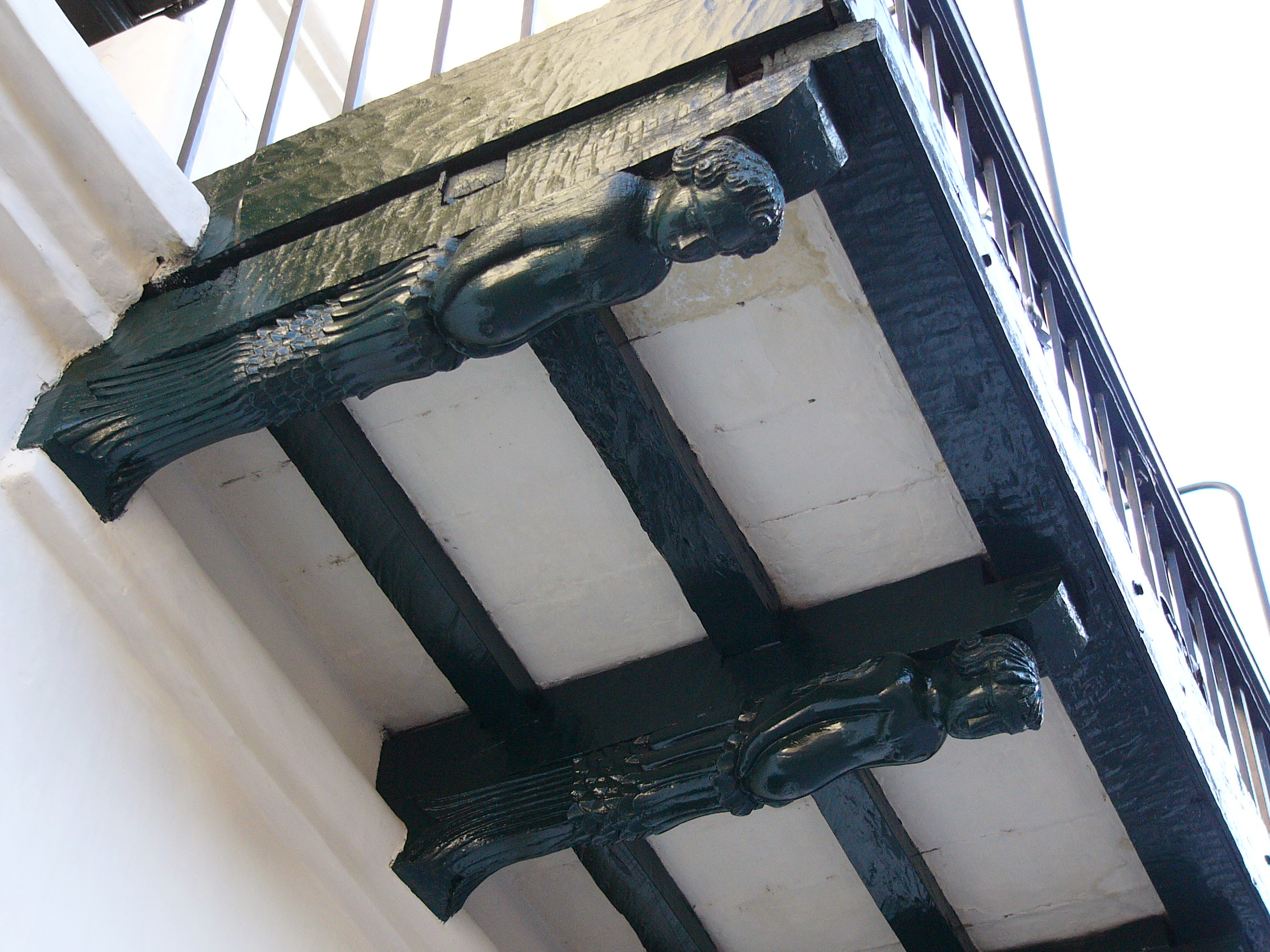
Indiátides: rostro indígena y extremidad inferior de sirena.
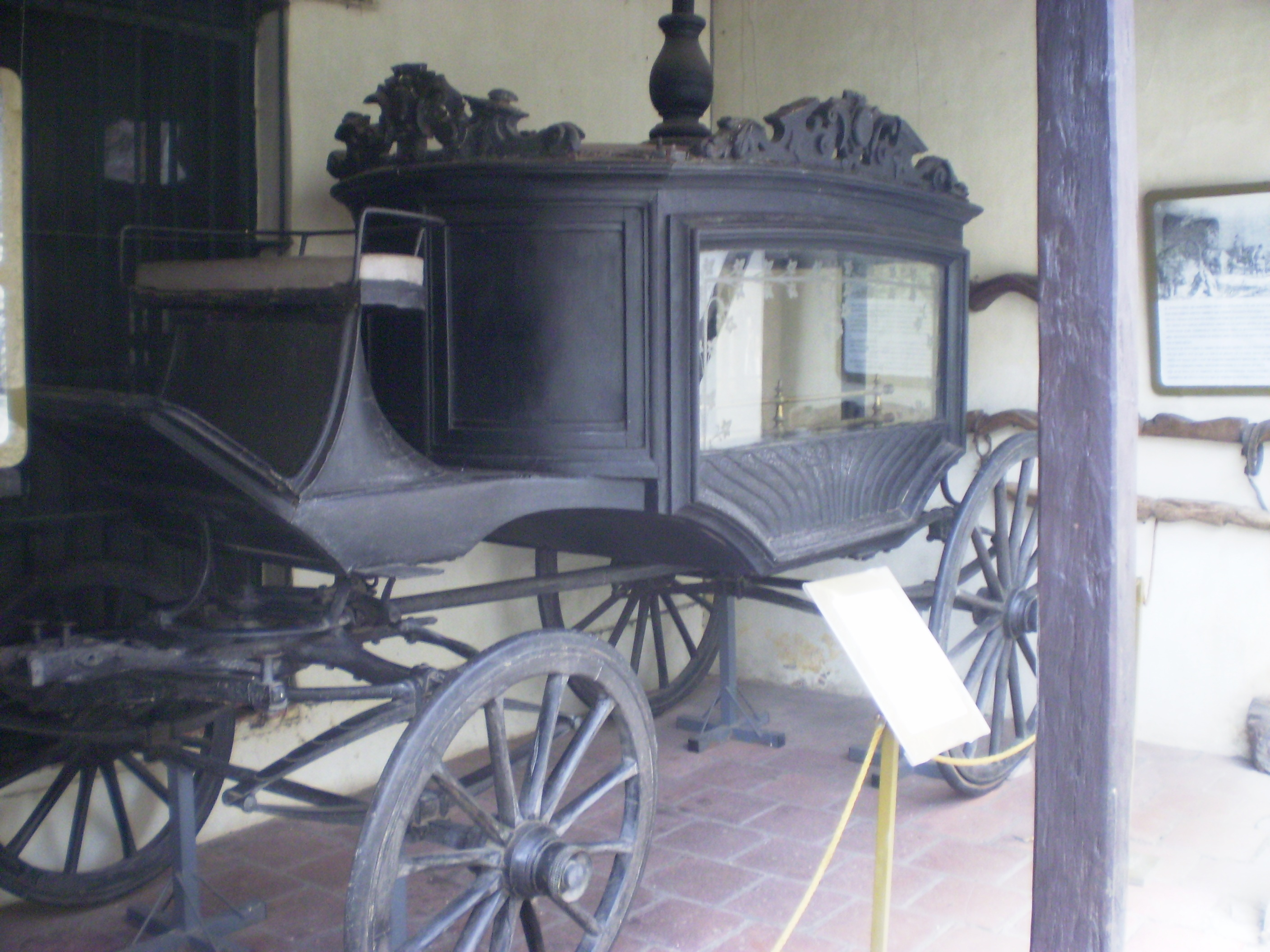
Colección del museo.